# Rybák australský

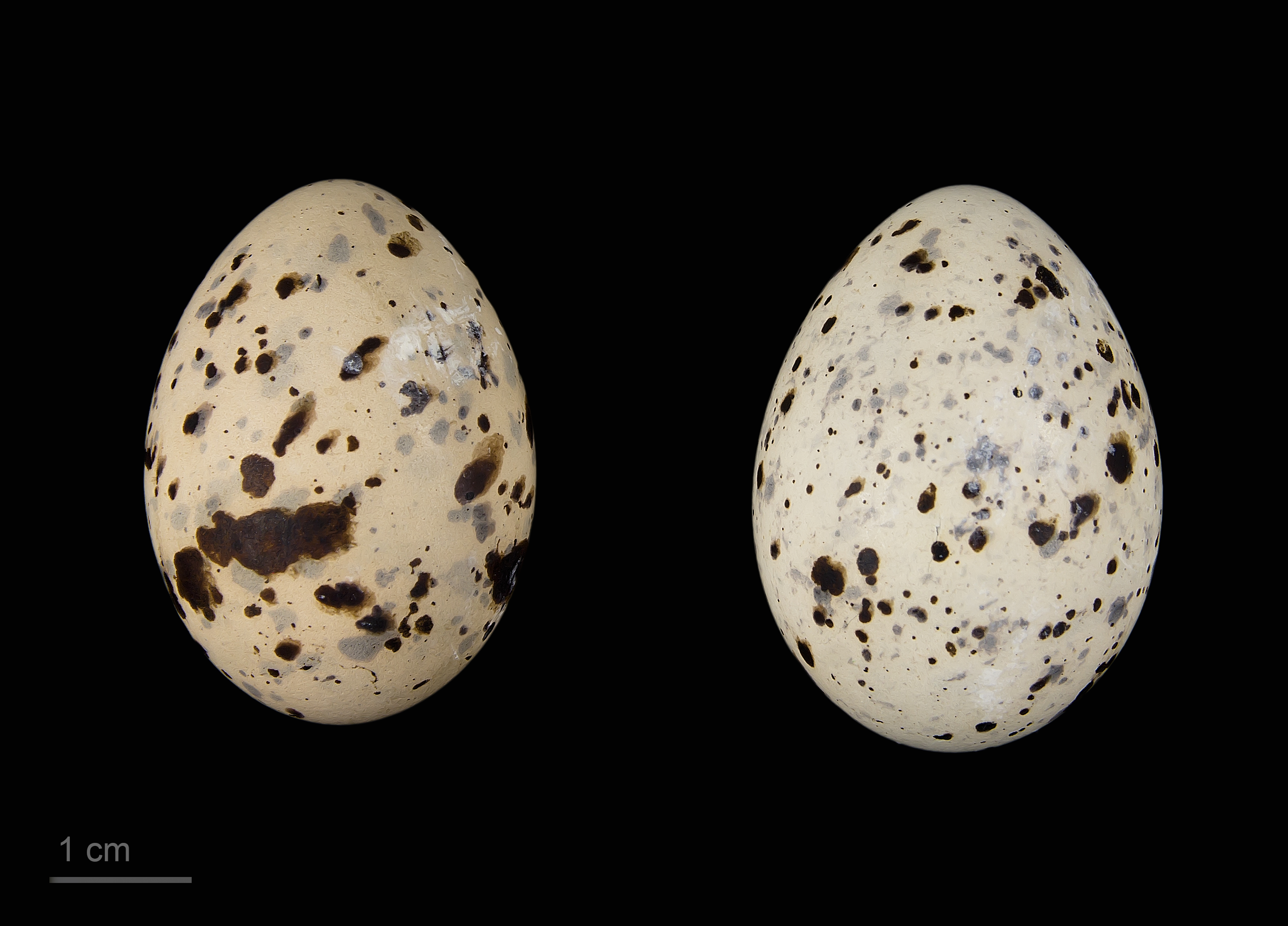
Sternula nereis

Rybák australský (Sternula nereis) je malý australský druh rybáka z rodu Sternula.

## Popis
Rybák australský se podobá ostatním malým rybákům rodu Sternula, zvláště rybáku malému. Liší se od něj světlejší spodinou těla, chybějící černou páskou mezi okem a kořenem zobáku a jednobarevně oranžovým zobákem. Dospělí ptáci v prostém šatu a mladí ptáci jsou prakticky nerozlišitelní.

## Rozšíření
Hnízdí v několika poddruzích v australské oblasti:
- S. n. honi hnízdí v západní Austrálii od souostroví Dampier na jih po mys Leeuwin
- S. n. nereis hnízdí v jižní Austrálii na východ po stát Victoria a Tasmánii
- S. n. exsul hnízdí na Nové Kaledonii
- S. n. davisae hnízdí na severu Nového Zélandu

Převážně stálí, některé populace táhnou na západ. Novozélandský poddruh S. n. davisae byl kriticky ohrožený, v roce 1983 poklesla jeho populace na pouhé tři páry. Od té doby se však díky ochranářským zásahům stabilizovala nebo mírně vzrůstá, v roce 1998 činila 25–30 ptáků. Celková populace druhu se odhaduje na 9 000 jedinců.